# Точниця (річка)
Точніца (словац. Točnica) — річка; права притока Слатінки, протікає  в окрузі  Лученець.
Довжина приблизно 10,2—10,8 км. Витік знаходиться в масиві Лученська улоговина — на висоті приблизно 290 метрів.
Протікає територією села Точніца і міста Лученець.. Впадає у Слатінку на висоті приблизно 185 метрів.